# ابی گروسفلد
ابی گروسفلد (به انگلیسی: Abie Grossfeld) ژیمناست زادهٔ ۱ مارس ۱۹۳۴ میلادی اهل کشور ایالات متحده آمریکا است.